# Roy Frederick Schwitters

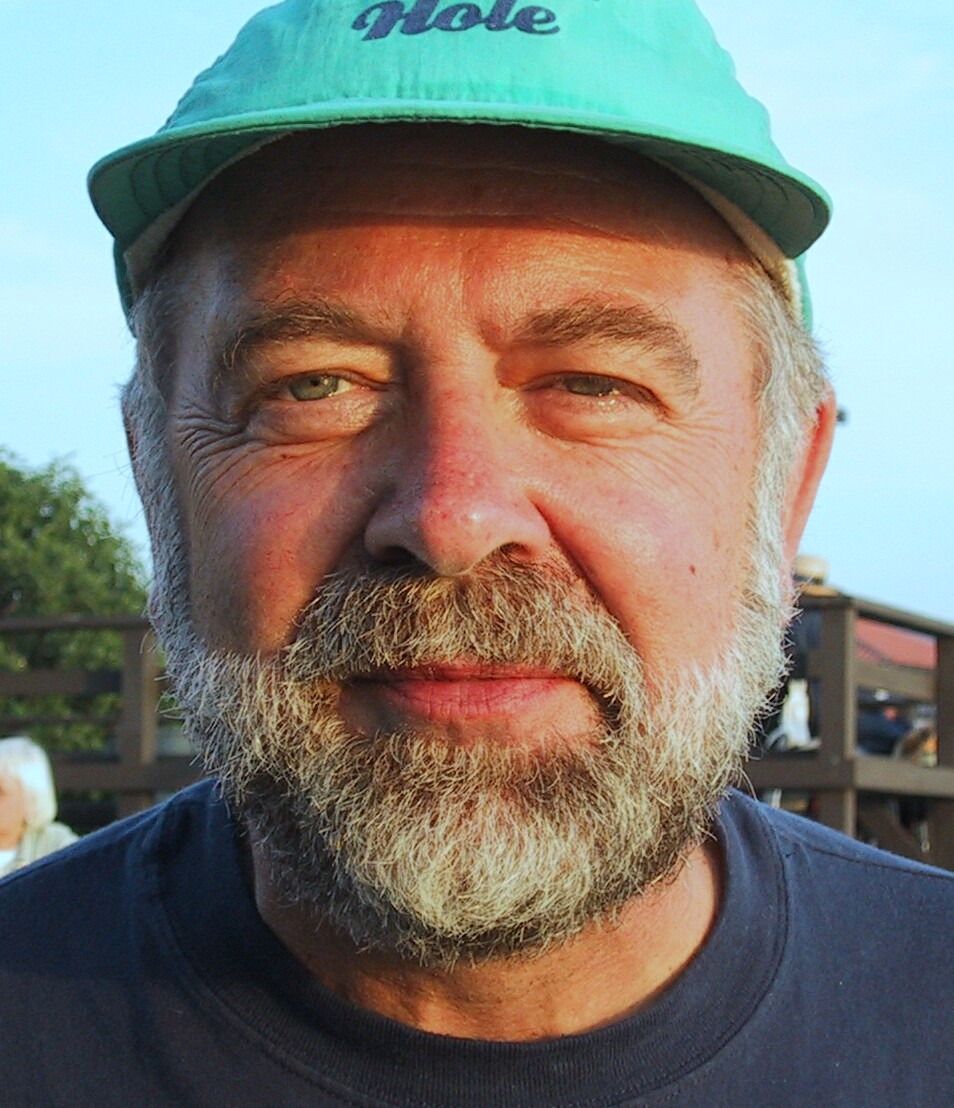
Roy Frederick Schwitters (2001)

Roy Frederick Schwitters (Seattle, 20 juni 1944 – Orcas Island (Washington), 10 januari 2023) was een hoogleraar natuurkunde aan de Universiteit van Texas in Austin. Eerder was hij hoogleraar natuurkunde op de Harvard-universiteit en de Universiteit van Stanford. Schwitters doet sinds de late jaren zeventig onderzoek op het gebied van deeltjesfysica en deeltjesversnellers.
Schwitters was directeur van het gestopte project rond de deeltjesversneller Superconducting Super Collider (SSC) in Waxahachie (1989-1993). De Amerikaanse regering blies het project in 1993 af vanwege bezuinigingen.
Schwitters staat anno 2008 aan het hoofd van de JASON Defense Advisory Group, een wetenschappelijke en technologische adviesgroep van de Amerikaanse regering. In 1996 kreeg hij de Panofsky Prize.
Hij overleed in januari 2023 op 78-jarige leeftijd aan kanker.

## Academisch leven
Schwitters haalde zijn undergraduate (in 1966, vergelijkbaar met HBO) en doctorale graad (1971) natuurkunde op het Massachusetts Institute of Technology.